# رویدادنامه آنگلوساکسون

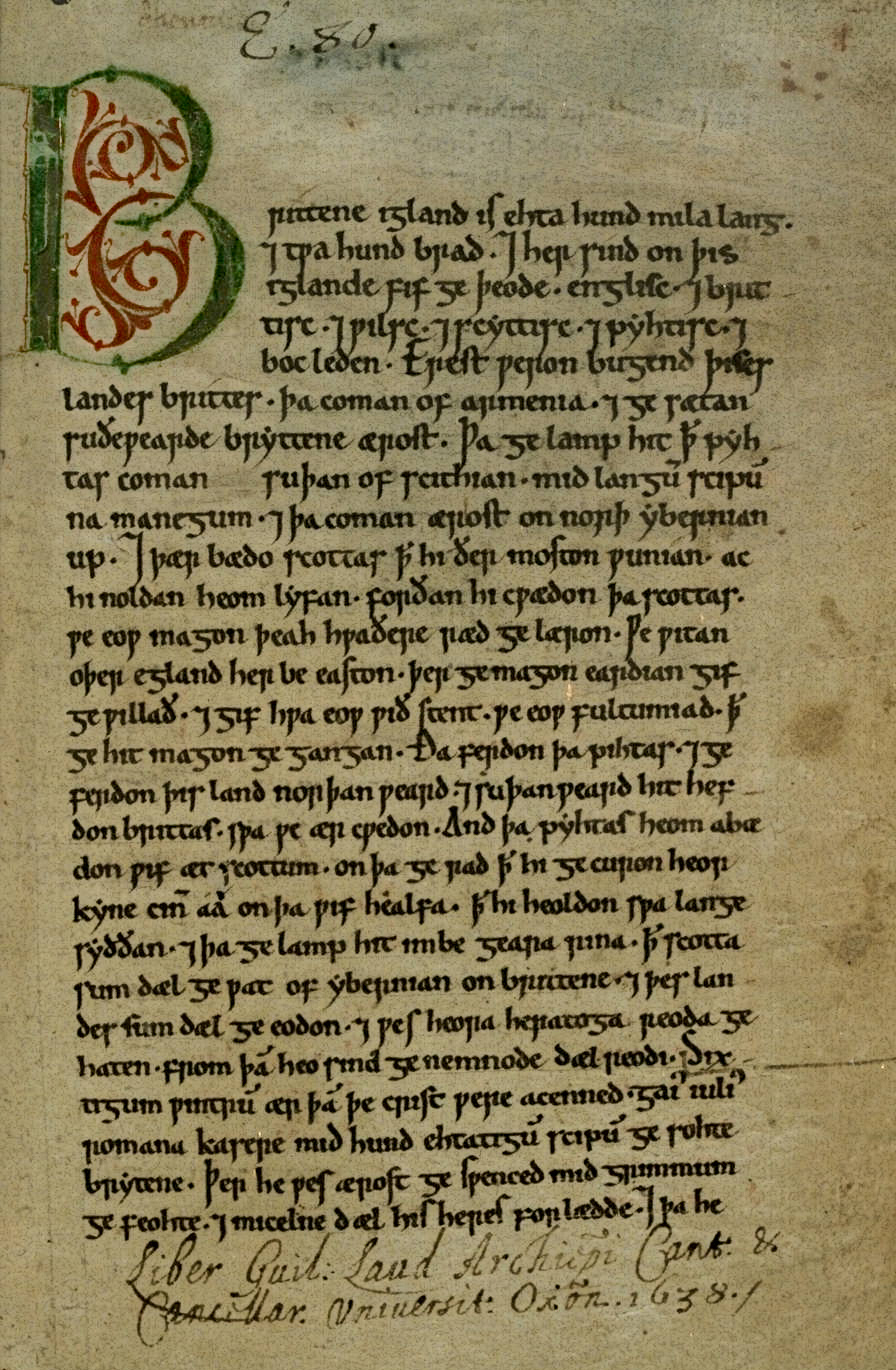
صفحهٔ آغازین رویدادنامهٔ آنگلوساکسون، از نسخهٔ

رویدادنامهٔ آنگلوساکسون (به انگلیسی: Anglo-Saxon Chronicle) مجموعه‌ای از تاریخچه و سال‌نگاشت به زبان انگلیسی باستان و مرتبط با تاریخ دوران آنگلوساکسون‌ها است. نسخهٔ خطیِ این رویدادنامه در اواخر سدهٔ نهم میلادی و در زمان سلطنت آلفرد کبیر تدوین شده بود. این احتمال وجود دارد که این اثر در وسکس تنظیم شده و سپس به صومعه‌های سراسر انگلستان ارسال شده باشد؛ جایی که به‌طور مستقل روزآمد شده‌اند. این دست‌نوشته‌ها در مجموع به عنوان رویدادنامهٔ آنگلوساکسون شناخته می‌شوند. تقریباً تمام مطالب آنها به صورت سال‌نامه است. قدیمی‌ترین آنها به سال ۶۰ [پیش از میلاد] مربوط می‌شود.
از این رویدادنامه‌ها، ۹ نسخه خطی به‌طور کامل یا جزئی باقی مانده‌اند که هیچ‌کدام از آنها اصلی نیستند. ۷ مورد در کتابخانهٔ بریتانیا، ۱ مورد در کتابخانهٔ آکسفورد و قدیمی‌ترین آنها امروزه در کتابخانهٔ پارکر کالج کمبریج نگهداری می‌شود. به نظر می‌رسد قدیمی‌ترین آنها در اواخر سلطنت آلفرد کبیر نگارش شده باشد و جدیدترین آنها نیز، در صومعه پیتربورو و پس از آتش‌سوزی در آن صومعه به سال ۱۱۱۶ نسخه‌برداری شده باشد.